# Tweede Slag in de Javazee
De Tweede Slag in de Javazee was de laatste zeeslag die plaatsvond tijdens de Japanse invasie van Nederlands-Indië. De zeeslag vond plaats op 1 maart 1942, twee dagen na de Eerste Slag in de Javazee. Ook deze slag resulteerde in een Japanse overwinning.

## Achtergrond

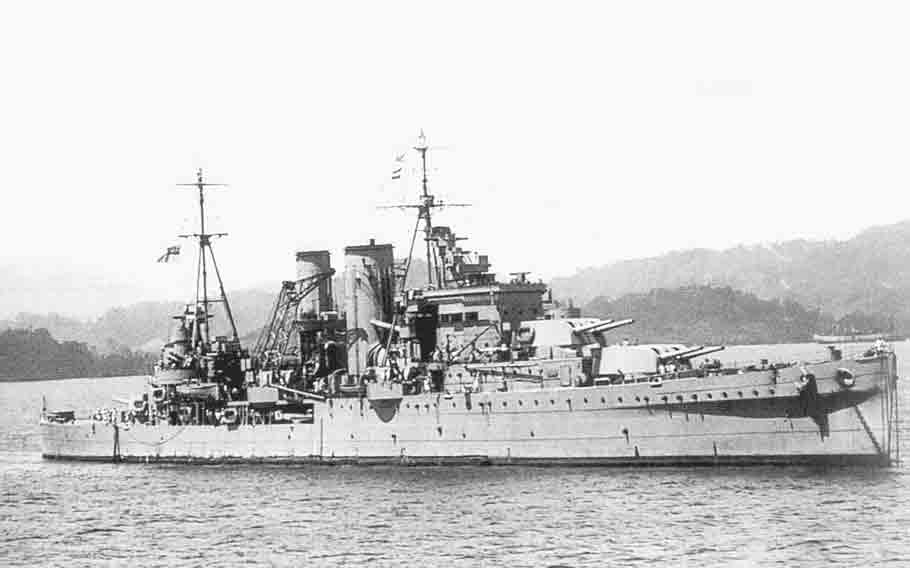
HMS Exeter in 1942

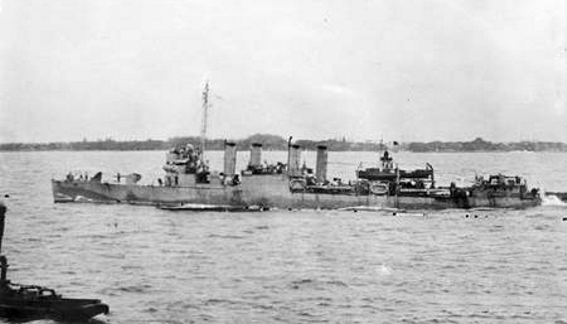
USS Pope in 1942

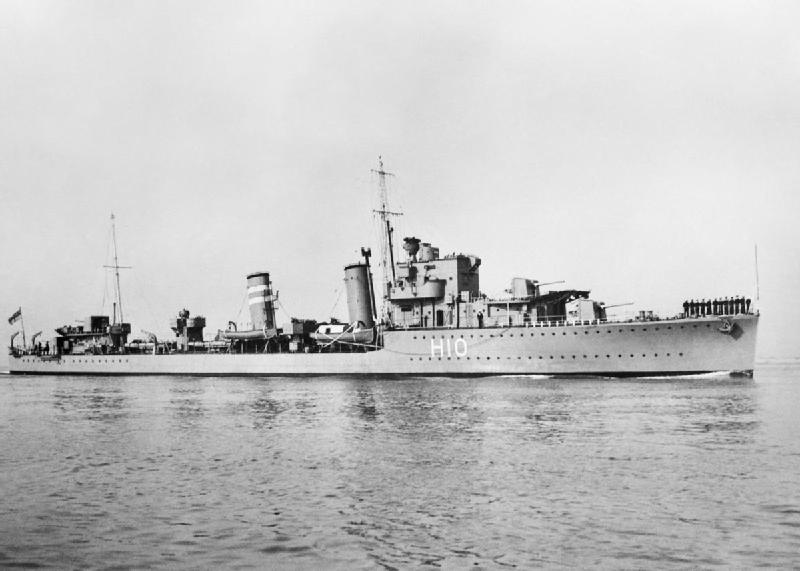
HMS Encounter in 1938

Op 27 februari 1942 was de ABDA-vloot vernietigd bij de Slag in de Javazee. Twee lichte kruisers van de Nederlandse marine werden verwoest, enkele torpedobootjagers tot zinken gebracht en de geallieerde schepen die konden vluchten waren verspreid en beschadigd. De laatste maritieme verdediging van Nederlands-Indië was gevallen.
Op 28 februari werden de Australische lichte kruiser HMAS Perth, de Amerikaanse zware kruiser USS Houston en de Nederlandse torpedobootjager Hr.Ms. Evertsen tot zinken gebracht bij de Slag in de Straat van Soenda.
De Britse zware kruiser HMS Exeter, die zwaar beschadigd was geraakt bij de Slag in de Javazee, was onder escorte van Hr.Ms. Witte de With teruggetrokken naar Soerabaja. Hier kwam het de Britse HMS Encounter tegen, evenals vier Amerikaanse torpedobootjagers, waaronder USS Pope. Na noodreparaties werd besloten om terug te trekken naar Australië via Straat Bali. HMS Exeter, HMS Encounter en USS Pope begonnen aan hun reis. Witte de With kon niet mee vanwege problemen met de voortstuwing. Op 2 maart werd dit schip fataal gebombardeerd in de haven van Soerabaja.
De diepgang van Exeter was te groot om via Straat Bali terug te trekken, daarom werd besloten om via Straat Soenda te varen.

## De Slag
Op 1 maart 1942 spotte het eskader rond 04:00 vijandige schepen. Omdat de geallieerde schepen zich geen gevecht konden permitteren, draaiden ze om. Om 07:50 werden meer vijandige schepen waargenomen. Het geallieerde eskader keerde nogmaals.
Om 09:35 werden twee Japanse zware kruisers gespot, de Haguro en Nachi. Dit was niet de eerste keer dat de schepen elkaar ontmoetten. Haguro had bij de Slag in de Javazee het Nederlandse vlaggenschip Hr.Ms. De Ruyter tot zinken gebracht en Nachi had de lichte kruiser Hr.Ms. Java tot zinken gebracht. Het eskader draaide vlug naar het noorden, waar het niet lang daarna twee andere Japanse zware kruisers en twee torpedobootjagers tegenkwam. Om 10:20 begon het gevecht.
Encounter en Pope probeerden een rookgordijn te leggen en een torpedoaanval uit te voeren, terwijl Exeter artilleriedekking gaf. Om 11:20 werd Exeter geraakt in een van haar machinekamers, waardoor het schip nog maar vier knopen kon varen en haar lot bezegeld werd. Er werd bevolen om proberen weg te varen, maar dat mocht niet baten; de Exeter werd snel vernietigd door torpedo's en zonk.
De Japanners richtten zich nu op de torpedobootjagers. Encounter werd geraakt door een 203 mm projectiel en zonk, maar Pope wist daadwerkelijk te ontsnappen. Dit was echter van korte duur, om 13:50 werd Pope gevonden door duikbommenwerpers afkomstig van het Japanse vliegdekschip Ryujo en tot zinken gebracht.

## Slachtoffers
Er waren in totaal 74 doden en 800 overlevenden. Deze werden gevangengenomen door de Japanners en geïnterneerd in Makassar in de gevangenis en het Infanteriekampement. Ongeveer 190 stierven tijdens het daaropvolgende krijgsgevangenschap.

## Wrakken
Alle wrakken van de Tweede Slag in de Javazee zijn illegaal geborgen.
Azië in de Tweede Wereldoorlog · Verovering van Nederlands-Indië door Japan · Japanse bezetting van Nederlands-Indië · Invasie van Sumatra in 1942 · Verovering van Atjeh door Japan · Strijd om Palembang · Slag om Borneo · Slag om Balikpapan · Verovering van Bandjermasin (1942) · Strijd om Tarakan (1942) · Strijd om Tarakan (1945) · Strijd om Borneo (1945) · Strijd om Noord-Borneo · Strijd om Balikpapan (1945) · Slag in de Straat van Soenda · Eerste Slag in de Javazee · Tweede Slag in de Javazee · Slag om Java · Slag in de Straat Badoeng · Strijd om Celebes · Guerrillaoorlog van het Indische leger op Nieuw-Guinea · Overakker-complot · Nederlandse verzets- en guerrillagroeperingen in Nederlands-Indië · Slag bij Straat Makassar · Slag bij Manado · Slag om Ambon · Japanse bezetting van Saparoea · Slag om Timor · Verovering van de Riau-archipel · Aanval op Broome · Laatste vlucht van KNILM PK-AFV  · Strijd om Soerabaja (1945)